# Sarajevo Spartans
I Sarajevo Spartans sono una squadra di football americano di Sarajevo, in Bosnia ed Erzegovina, fondata nel 2011.

## Dettaglio stagioni

### Amichevoli
| Stagione | Vin | Par | Per | Tot | PF | PS | avversaria  |
| -------- | --- | --- | --- | --- | -- | -- | ----------- |
| 2012     | 0   | 0   | 1   | 1   | 0  | 39 | Sofia Bears |
| Totale   | 0   | 0   | 1   | 1   | 0  | 39 |             |

### Tornei nazionali

#### Campionato

##### BHFL
| Stagione | regular season | regular season | regular season | regular season | regular season | regular season | playoff | playoff | playoff | playoff | playoff | playoff   | playoff           |
|          | Vin            | Par            | Per            | Tot            | PF             | PS             | Vin     | Per     | Tot     | PF      | PS      | risultato | avversaria        |
| -------- | -------------- | -------------- | -------------- | -------------- | -------------- | -------------- | ------- | ------- | ------- | ------- | ------- | --------- | ----------------- |
| 2019     | 4              | 0              | 0              | 4              | 258            | 54             | 1       | 0       | 1       | 48      | 30      | Campioni  | Tuzla Saltminers  |
| 2020     | 1              | 0              | 1              | 2              | 44             | 24             | 1       | 0       | 1       | 19      | 12      | Campioni  | Banja Luka Rebels |
| 2021     | 2              | 0              | 0              | 2              | 62             | 30             | 1       | 0       | 1       | 20      | 14      | Campioni  | Tuzla Saltminers  |
| Totale   | 7              | 0              | 1              | 8              | 364            | 108            | 3       | 0       | 3       | 87      | 56      |           |                   |

Fonti: Enciclopedia del Football - A cura di Roberto Mezzetti

##### HFL
| Stagione | regular season | regular season | regular season | regular season | regular season | regular season | playoff | playoff | playoff | playoff | playoff | playoff   | playoff          |
|          | Vin            | Par            | Per            | Tot            | PF             | PS             | Vin     | Per     | Tot     | PF      | PS      | risultato | avversaria       |
| -------- | -------------- | -------------- | -------------- | -------------- | -------------- | -------------- | ------- | ------- | ------- | ------- | ------- | --------- | ---------------- |
| 2018     | 2              | 0              | 2              | 4              | 78             | 78             | 1       | 0       | 1       | 36      | 6       | Campioni  | Tuzla Saltminers |
| Totale   | 2              | 0              | 2              | 4              | 78             | 78             | 1       | 0       | 1       | 36      | 6       |           |                  |

Fonti: Enciclopedia del Football - A cura di Roberto Mezzetti

##### RLAFBiH
| Stagione | regular season | regular season | regular season | regular season | regular season | regular season | playoff | playoff | playoff | playoff | playoff | playoff   | playoff          |
|          | Vin            | Par            | Per            | Tot            | PF             | PS             | Vin     | Per     | Tot     | PF      | PS      | risultato | avversaria       |
| -------- | -------------- | -------------- | -------------- | -------------- | -------------- | -------------- | ------- | ------- | ------- | ------- | ------- | --------- | ---------------- |
| 2018     | 2              | 0              | 1              | 3              | 64             | 38             | 0       | 1       | 1       | 28      | 36      | Finale    | Tuzla Saltminers |
| Totale   | 2              | 0              | 1              | 3              | 64             | 38             | 0       | 1       | 1       | 28      | 36      |           |                  |

Fonti: Enciclopedia del Football - A cura di Roberto Mezzetti

### Tornei internazionali

#### Central European Football League
| Stagione | regular season | regular season | regular season | regular season | regular season | regular season | playoff | playoff | playoff | playoff | playoff | playoff   | playoff    |
|          | Vin            | Par            | Per            | Tot            | PF             | PS             | Vin     | Per     | Tot     | PF      | PS      | risultato | avversaria |
| -------- | -------------- | -------------- | -------------- | -------------- | -------------- | -------------- | ------- | ------- | ------- | ------- | ------- | --------- | ---------- |
| 2016     | 3              | 0              | 3              | 6              | 122            | 154            | -       | -       | -       | -       | -       | -         | -          |
| Totale   | 3              | 0              | 3              | 6              | 122            | 154            | -       | -       | -       | -       | -       |           |            |

Fonti: Enciclopedia del Football - A cura di Roberto Mezzetti

#### CEFL Cup
| Stagione | regular season | regular season | regular season | regular season | regular season | regular season | playoff | playoff | playoff | playoff | playoff | playoff      | playoff               |
|          | Vin            | Par            | Per            | Tot            | PF             | PS             | Vin     | Per     | Tot     | PF      | PS      | risultato    | avversaria            |
| -------- | -------------- | -------------- | -------------- | -------------- | -------------- | -------------- | ------- | ------- | ------- | ------- | ------- | ------------ | --------------------- |
| 2017     | 3              | 0              | 1              | 4              | 72             | 49             | 0       | 1       | 1       | 0       | 14      | Quarto posto | Belgrade Blue Dragons |
| Totale   | 3              | 0              | 1              | 4              | 72             | 49             | 0       | 1       | 1       | 0       | 14      |              |                       |

Fonti: Enciclopedia del Football - A cura di Roberto Mezzetti

#### Balkan Football League
| Stagione | regular season | regular season | regular season | regular season | regular season | regular season | playoff | playoff | playoff | playoff | playoff | playoff   | playoff    |
|          | Vin            | Par            | Per            | Tot            | PF             | PS             | Vin     | Per     | Tot     | PF      | PS      | risultato | avversaria |
| -------- | -------------- | -------------- | -------------- | -------------- | -------------- | -------------- | ------- | ------- | ------- | ------- | ------- | --------- | ---------- |
| 2021     | 0              | 0              | 1              | 1              | 12             | 41             | -       | -       | -       | -       | -       | -         | -          |
| Totale   | 0              | 0              | 1              | 1              | 12             | 41             | -       | -       | -       | -       | -       |           |            |

Fonti: Enciclopedia del Football - A cura di Roberto Mezzetti

#### Alpe Adria Football League
| Stagione | regular season | regular season | regular season | regular season | regular season | regular season | playoff | playoff | playoff | playoff | playoff | playoff      | playoff         |
|          | Vin            | Par            | Per            | Tot            | PF             | PS             | Vin     | Per     | Tot     | PF      | PS      | risultato    | avversaria      |
| -------- | -------------- | -------------- | -------------- | -------------- | -------------- | -------------- | ------- | ------- | ------- | ------- | ------- | ------------ | --------------- |
| 2014     | 2              | 1              | 4              | 7              | 124            | 169            | 0       | 1       | 1       | 6       | 28      | Quarto posto | Zagreb Patriots |
| 2015     | 0              | 0              | 6              | 6              | 18             | 186            | -       | -       | -       | -       | -       | -            | -               |
| Totale   | 2              | 1              | 10             | 13             | 142            | 355            | 0       | 1       | 1       | 6       | 28      |              |                 |

Fonti: Enciclopedia del Football - A cura di Roberto Mezzetti

### Riepilogo fasi finali disputate
| Anno             | Luogo    | Evento                                              | Fase del torneo      | Incontro                                  | Risultato |
| 28 giugno 2014   |          | Alpe Adria Football League                          | Finale 3º - 4º posto | Zagreb Patriots - Sarajevo Spartans       | 28 - 6    |
| 11 giugno 2017   | Sarajevo | CEFL Cup                                            | Finale 3º - 4º posto | Sarajevo Spartans - Belgrade Blue Dragons | 0 - 14    |
| 2 giugno 2018    | Tuzla    | Razvojna Liga Američkog Fudbala Bosne i Hercegovine | Finale               | Tuzla Saltminers - Sarajevo Spartans      | 36 - 28   |
| 2 dicembre 2018  | Sarajevo | Hrvatska Football Liga                              | BH Bowl              | Sarajevo Spartans - Tuzla Saltminers      | 36 - 6    |
| 23 giugno 2019   |          | Bosnian-Herzegovinian Football League               | Finale               | Sarajevo Spartans - Tuzla Saltminers      | 48 - 30   |
| 22 novembre 2020 |          | Bosnian-Herzegovinian Football League               | Finale               | Banja Luka Rebels - Sarajevo Spartans     | 12 - 19   |
| 20 giugno 2021   | Sarajevo | Bosnian-Herzegovinian Football League               | Finale               | Sarajevo Spartans - Tuzla Saltminers      | 20 - 14   |

## Palmarès
- 4 BH Bowl (2018, 2019, 2020, 2021)